# Кеймадас (Параиба)
Кеймадас (порт. Queimadas) — муниципалитет в Бразилии, входит в штат Параиба. Составная часть мезорегиона Сельскохозяйственный район штата Параиба. Входит в экономико-статистический микрорегион Кампина-Гранди. Население составляет 38 602 человека на 2006 год. Занимает площадь 409,196 км². Плотность населения — 94,3 чел./км².

## Статистика
- Валовой внутренний продукт на 2003 год составляет 91 741 514,00 реалов (данные: Бразильский институт географии и статистики).
- Валовой внутренний продукт на душу населения на 2003 год составляет 2451,47 реалов (данные: Бразильский институт географии и статистики).
- Индекс развития человеческого потенциала на 2000 год составляет 0,595 (данные: Программа развития ООН).